# Minnaert (Mondkrater)
Minnaert ist ein Einschlagkrater auf der Mondrückseite.
Der Krater liegt in der südlichen Region des Mondes auf der erdabgewandten Seite. Zusammen mit Numerov und Antoniadi im Südosten bildet er ein auffälliges Kratertriplett nördlich des Gebiets zwischen Zeeman und Schödinger. Im Osten liegt Lyman, um Westen trifft man auf Berlage.
Fast die Hälfte des Kraters ist von Antoniadi und dessen Auswürfen überdeckt. Der Krater ist sehr alt, er wird der pränektarischen Periode zugeordnet.
Minnaert hat drei Nebenkrater:
| Buchstabe | Position            | Durchmesser | Link |
| --------- | ------------------- | ----------- | ---- |
| C         | 64,37° S, 176,22° W | 19 km       |      |
| N         | 70,66° S, 175,49° O | 33 km       |      |
| W         | 63,59° S, 173,2° O  | 25 km       |      |

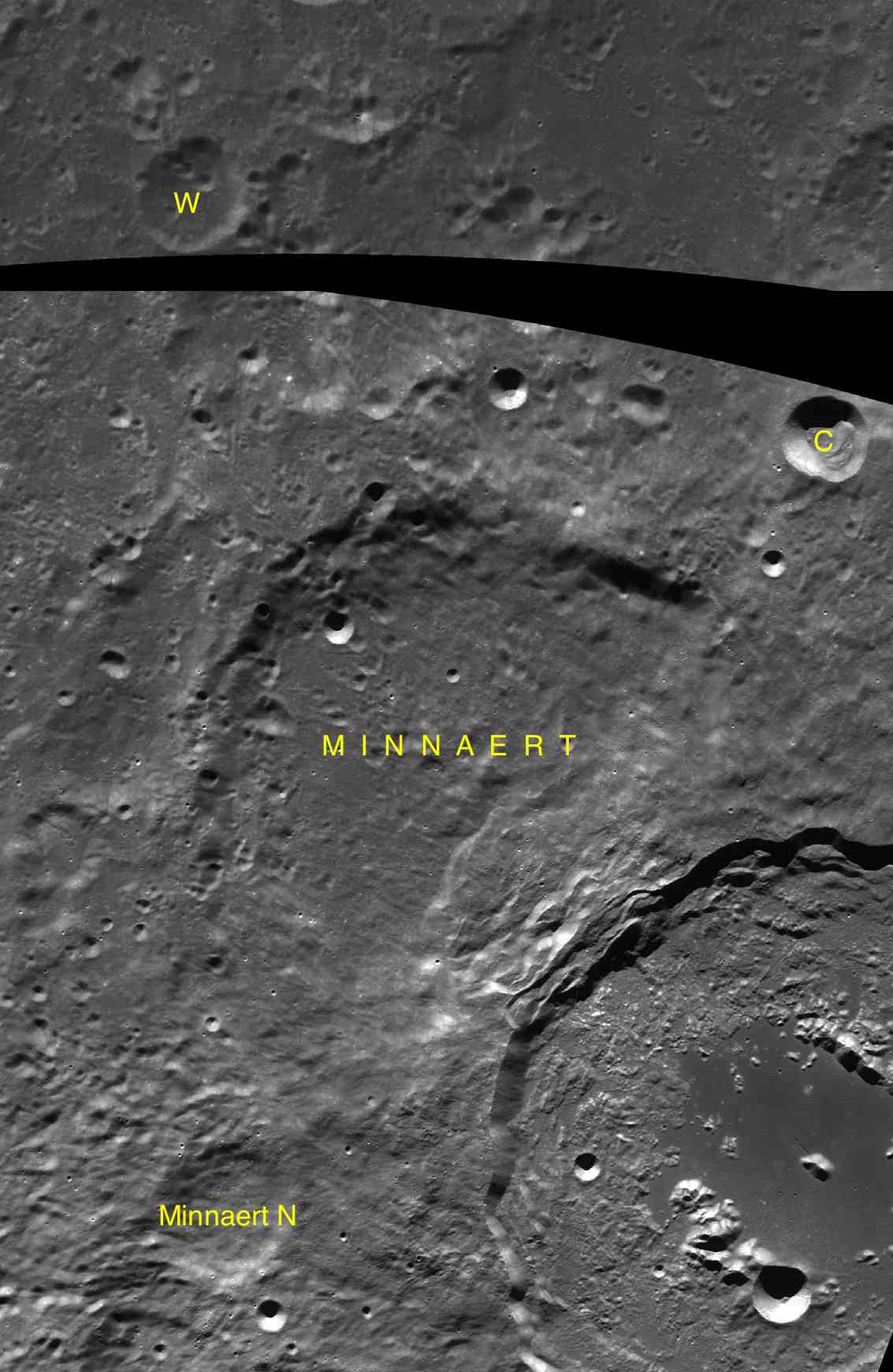
Minnaert mit seinen Nebenkratern

Der Krater wurde 1970 von der IAU offiziell nach dem belgisch-niederländischen Astronomen Marcel Minnaert benannt.